# 湖北省总工会
湖北省总工会是湖北省地方工会和产业工会的领导机关，受中国共产党湖北省委员会和中华全国总工会领导。